# Okręg wyborczy Tiverton
Okręg wyborczy Tiverton powstał w 1615 r. Znajdował się on we wschodniej części hrabstwa Devon. Początkowo wysłał on do angielskiej, a później brytyjskiej, Izby Gmin dwóch deputowanych. W 1884 r. ich liczba została zredukowana do jednego deputowanego. W 1997 r. okręg Tiverton został połączony z sąsiednim okręgiem Honiton tworząc nowy okręg wyborczy Tiverton and Honiton.

## Deputowani do brytyjskiej Izby Gmin z okręgu Tiverton

### Deputowani w latach 1660-1885
- 1660–1660: Robert Shapcote
- 1660–1661: Brian Behan
- 1660–1660: Roger Colman
- 1660–1661: Henry Newte
- 1661–1673: Thomas Carew
- 1661–1664: sir Thomas Stucley
- 1664–1685: sir Henry Ford
- 1673–1685: Samuel Foote
- 1685–1689: sir Hugh Acland
- 1685–1690: William Colman
- 1689–1691: Samuel Foote
- 1690–1710: Thomas Bere
- 1691–1695: sir Anthony Keck
- 1695–1702: Charles Spencer, lord Spencer
- 1702–1708: Robert Burridge
- 1708–1710: Richard Mervin
- 1710–1722: sir Edward Northey
- 1710–1715: John Worth
- 1715–1726: Thomas Bere
- 1722–1747: Arthur Arscott
- 1726–1727: George Deane
- 1727–1728: sir William Yonge
- 1728–1734: James Nelthorpe
- 1734–1754 L sir Dudley Ryder
- 1747–1747: sir William Yonge
- 1747–1754: Henry Conyngham
- 1754–1755: sir William Yonge
- 1754–1758: Henry Pelham
- 1755–1756: Thomas Ryder
- 1756–1776: Nathaniel Ryder
- 1758–1762: sir Edward Hussey-Montagu
- 1762–1768: Charles Gore
- 1768–1795: sir John Duntze
- 1776–1784: John Wilmot
- 1784–1803: Dudley Ryder, torysi
- 1795–1830: Richard Ryder, torysi
- 1803–1819: William Fitzhugh
- 1819–1831: Dudley Ryder, wicehrabia Sandon, wigowie
- 1830–1832: Granville Dudley Ryder
- 1831–1832: Spencer Perceval Młodszy
- 1832–1859: John Heathcoat
- 1832–1835: James Kennedy
- 1835–1865: Henry Temple, 3. wicehrabia Palmerston, Partia Liberalna
- 1859–1865: George Denman
- 1865–1868: John Walrond
- 1866–1872: George Denman
- 1868–1872: sir John Heathcoat-Amory
- 1872–1881: William Nathaniel Massey
- 1881–1885: Hugh Fortescue, wicehrabia Ebrington

### Deputowani w latach 1885-1997
- 1885–1906: William Walrond, Partia Konserwatywna
- 1906–1915: William Lionel Charles Walrond, Partia Konserwatywna
- 1915–1922: Charles Carew, Partia Konserwatywna
- 1922–1923: Herbert Sparkes
- 1923–1924: Francis Dyke Acland, Partia Liberalna
- 1924–1945: Gilbert Acland-Troyte, Partia Konserwatywna
- 1945–1960: Derick Heathcoat-Amory, Partia Konserwatywna
- 1960–1992: Robin Maxwell-Hyslop, Partia Konserwatywna
- 1992–1997: Angela Browning, Partia Konserwatywna